# Geschiedenis van Westkapelle
De Geschiedenis van Westkapelle beslaat de geschiedenis van de huidige plaats Westkapelle, in de gemeente Veere op het voormalig eiland Walcheren in de Nederlandse provincie Zeeland.
De hier beschreven geschiedenis beslaat de gehele periode dat de plaats waar nu Westkapelle ligt, bewoont is geweest; van de Romeinse tijd tot de tegenwoordige tijd.

## Romeinse tijd

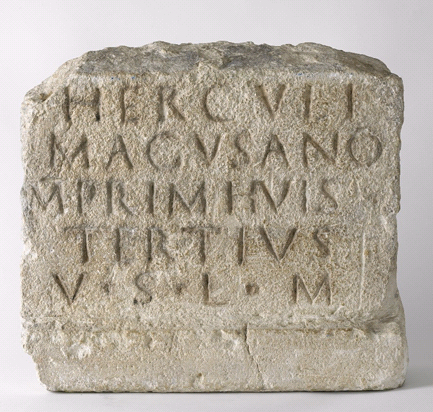
Altaarsteen gewijd aan Hercules Magusanus, gevonden te Westkapelle, 1514.

In 1514 is er aan het strand van Westkapelle een altaarsteen gevonden gewijd aan de Romeins-Bataafse god Hercules Magusanus. Of deze afkomstig was uit een tempel die ooit in het gebied rond Westkapelle heeft gestaan, of uit een Romeinse vloot die hier in de buurt gelegen heeft is niet duidelijk. Wel duidt de vondst van deze steen, samen met de vondsten van een tempel gewijd aan Nehalennia op het strand van Domburg in 1647 op nadrukkelijke Romeinse aanwezigheid in dit deel van Zeeland.
De altaarsteen zelf werd bij zijn vondst in 1514, door admiraal Filips van Bourgondië-Blaton in veiligheid gesteld, en werd in een kolom van de plaatselijke Sint-Willibrorduskerk gemetseld.  Na het afbranden van deze kerk in 1831, werd de steen in 1834 door de toenmalige ambachtsheer Hendrik Jacob van Doorn van Westcapelle overgedragen aan het Koninklijk Zeeuwsch Genootschap der Wetenschappen. Tegenwoordig is de altaarsteen ondergebracht in de collectie van het Zeeuws Museum.

## Vikingen
Westkapelle is mogelijk gesticht in de tijd van de Vikingen. Aan de zuidkant van Westkapelle bevond zich in deze tijd een kreek die een ideale landingsplaats voor schepen zou zijn geweest. Het is aangetoond dat deze kreek bestaan heeft. Het is ook bekend dat er 'Noormannen' op Walcheren waren in deze tijd. Zo werd Walcheren voor 837 al geregeerd door een Deense graaf, Hemming Halfdansson. Deze werd gedood in een aanval van andere Noormannen in 837. De vikingleiders die deze aanval uitvoerden, Harald de Jongere en Rorik van Dorestad, kregen in 841 Walcheren in leen van Rooms Keizer Lotharius I. Harald bleef hierop tot zeker 855 in Walcheren en maakte het zijn uitvalbasis voor plunderingen verder in het binnenland. Een andere mogelijkheid is dat 9e-eeuwse Nooren naar Walcheren gevlucht zijn, na de Slag om Hafrsfjord in 872.
Concreet bewijs voor een vikingnederzetting op de plaats waar nu Westkapelle is, is er niet. Wellicht hadden Vikingen zich gevestigd in de al bestaande plaats Walacria of Walichrum, een verdronken stad iets ten noorden van Domburg. Desondanks worden de verbanden tussen Vikingen en Westkapelle regelmatig gelegd..

## Willibrordus

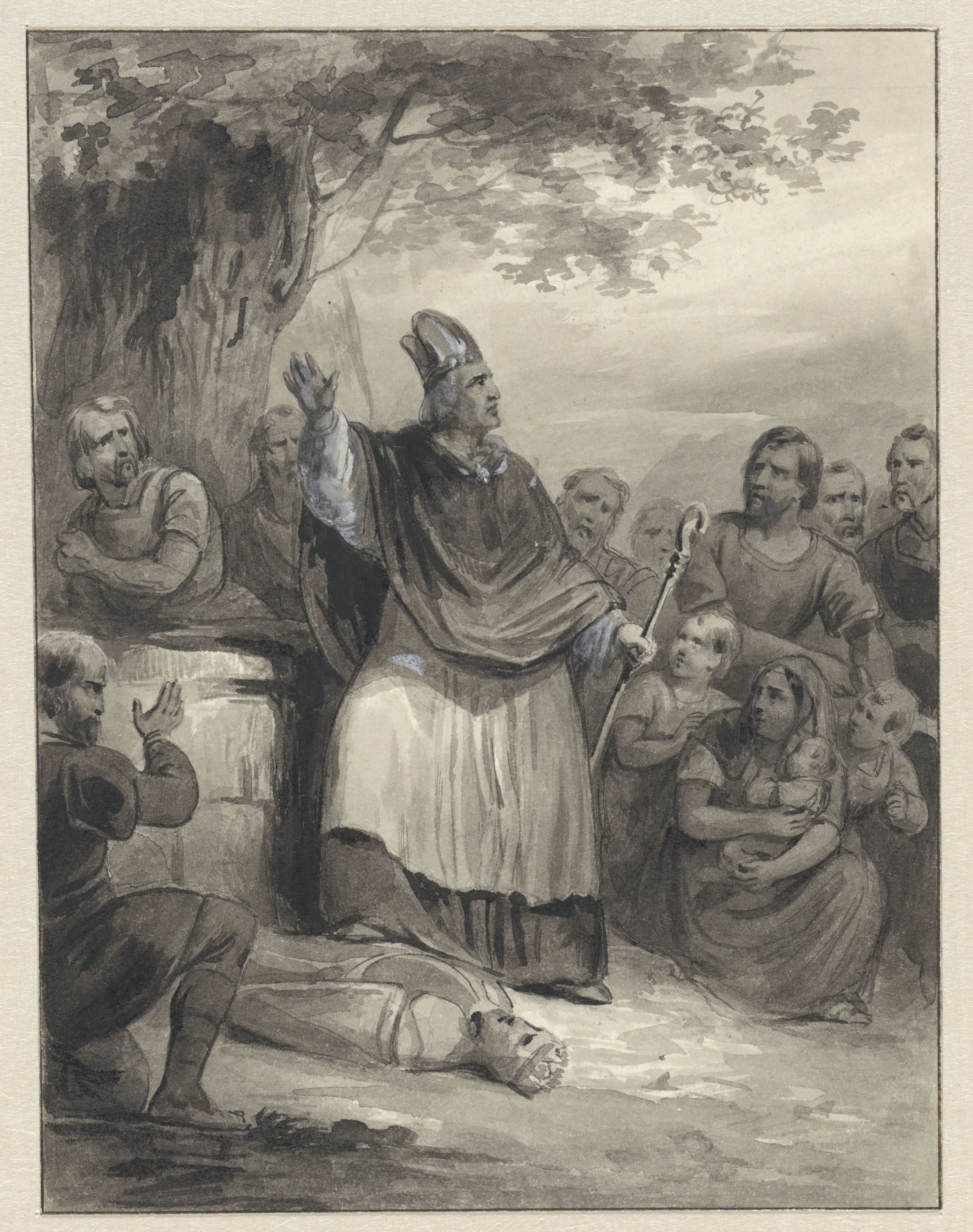
Willibrord verkondigt het geloof op Walcheren, 695, Johann Wilhelm Kaiser, 1840

Westkapelle is het oudste bedevaartsoord van Walcheren, omdat hier volgens de overlevering Willibrordus geland is en begonnen met zijn verkondiging van het Christendom op het Europese vasteland. Of Willibrord ook echt in Westkapelle of zelfs al op Walcheren is geweest is echter onderwerp van discussie. De oudste bron voor handen; Alcuin zijn Vita Sancti Willibrordi (ca. 786) noemt duidelijk de plaats Walichrum waar Willibord in 695 een heiligdom van een ter plaatse oudere religie kapotsloeg. Hierop werd hij aangevallen door een bewaker van dit heiligdom, maar op miraculeuze wijze bleef Willibrord ongedeerd. Volgens een latere abt; Thiofrid (Ca. 1104), raakte Willibrord in dit verhaal echter wel gewond. Een met Willibrords bloed besmeurd deel van het stukgeslagen heiligdom zou in de voormalige Willibrordkerk van Westkapelle zijn terechtgekomen, waar het in de voet van het altaar verwerkt werd. Een veel later werk, Mattheus Smallegange´s Nieuwe Cronyk van Zeeland (1696) plaatst dit verhaal zelfs helemaal in Westkapelle en wijst Westkapelle ook aan als eerste landingsplaats van Willibrord in de Nederlanden. Hij geeft hiervoor Beda's Historia ecclesiastica gentis Anglorum en Melis Stoke's Hollandse Rijmkroniek als bronnen. Deze bronnen zouden later echter in twijfel worden getrokken. Tot aan de hervorming was Westkapelle wel het centrum van de Willibrordverering op Walcheren. Relieken van Willibrord (stukjes bot), geschonken door de Abdij van Echternach, werden vanaf de 11e eeuw naast de bebloede altaarsteen vereerd.

## Opkomst en Welvaart
Aanvankelijk werd gedacht dat de eerste kerk van Westkapelle gesticht is vanuit een moederkerk uit het in zee verdronken Walacria, samen met een kerk in Oostkapelle. Tegenwoordig wordt echter aangenomen dat deze twee kerken tussen de jaren 1000 en 1050 gesticht werden door de Sint-Maartensparochie te Middelburg. Het eerste concrete bewijs van de Westkappelse Willibrordkerk (en ook van Westkapelle zelf) komt van Thiofrids Vita Sancti Willibrordi waarin vermeld wordt dat Walchenaren samenkomen in de basilica que Westcapelle appellatur voor een slag met de Vlaamse graaf Robrecht de Fries. Dit moet tussen 1071 en 1093 geweest zijn. Hoogstwaarschijnlijk hing dit samen met de Willibrordverering die in deze kerk. Een in 1945 gevonden 11e-eeuwse aardewerken pot bevestigd bewoning in het gebied waar nu Westkapelle is. In 1162 wordt de kerk van Westkapelle nog genoemd in een pauselijke oorkonde voor de premonstratenzer Abdij van Middelburg. Later, gedurende de 13e eeuw, werd de Westkappelse Willibrordkerk de moederkerk van de kerken van West-Domburg, Hugenkerke(Meliskerke), Sint Jacobskerke(Werendijke), Sint Janskerke, Sint Nicolaaskerke(Boudewijnskerke) en Zoutelande.
In 1168 wordt Westkapelle al genoemd als een geringe plaats. Waarna het in mei 1223 blijkbaar zo in aanzien gegroeid moet zijn dat graaf Floris IV van Holland  en burggraaf van Zeeland Dirk II van Voorne, het dezelfde stadsrechten gaf als die Middelburg al in 1217 had gekregen. De late 13e eeuw moeten gouden tijden voor Westkapelle zijn geweest. In 1276 werden de stadsrechten door graaf Floris V namelijk uitgebreid met een handelsprivilege voor kooplieden uit de IJsselsteden. En in hetzelfde jaar, 1276, mocht Westkapelle zelfs meevergaderen met Middelburg, Zierikzee, Dordrecht en Haarlem in wat later een 'dagvaart' werd genoemd, overleg tussen de belangrijkste steden van Holland en Zeeland en de Grafelijke raad. Wel zou dit slechts bij een keer blijven. De stad leefde hoofdzakelijk van de visvangst (haring) en was een belangrijke koopstad die begin 13e eeuw al handelde op Frankrijk, Engeland en Schotland. Zo zette het zich neer als voorpost voor het achterland. In de 13e/14e eeuw zouden kooplieden uit Antwerpen in Westkapelle gevestigd zijn, en komen tussen 1280 en 1300 Westkappelse schippers voor in Engelse havenrekeningen.
Op 4 juli 1253 vond op het strand de Slag bij Westkapelle plaats tussen de graafschappen van Holland en Vlaanderen in hun strijd om Zeeland Bewestenschelde. Het Hollandse leger verschool zich samen met een aangesloten groep Westkappelaars in de duinen. Toen het Vlaamse leger aan het ontschepen was vielen ze de nietsvermoedende vijand, onder de wapenkreet "Sint Willibrord", aan. De totaal verraste Vlamingen waren door de ontstane verwarring simpel te verslaan. Als dank aan de heilige Willibrord, werd er op 4 juli een jaarlijkse processie door Walcheren in het leven geroepen, wat waarschijnlijk een voorloper van de jaarlijkse kermis was.
In 1327 en 1355 werden de stadsrechten van 1223 bevestigd door respectievelijk graaf Willem III van Holland en graaf Willem V van Holland. En in 1340 zelfs uitgebreid met het recht voor de Poorters om hun goederen tolvrij door Holland en Zeeland te varen. In 1361 schonk graaf Albrecht van Beieren een vrije jaarmarkt aan de stad Westkapelle, wat met de processie van 4 juli samen zou smelten tot de traditie die tegenwoordig de jaarlijkse kermis is.

## Verval en start dijkwerkzaamheden

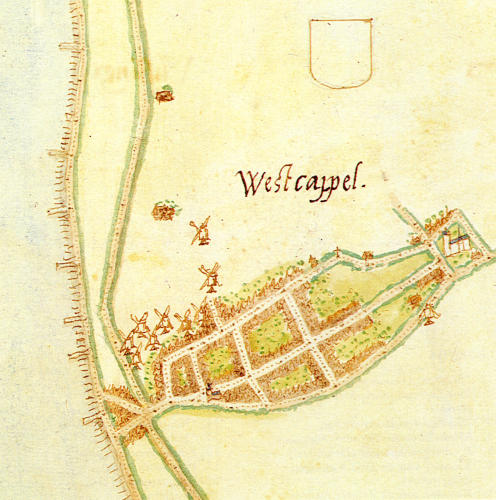
Westkapelle, Jacob van Deventer, 1558. Duidelijk aangegeven zijn de inlaagdijk die de Oude Markt doorsnijdt en de nieuwe kerk aan de oostkant van de stad.

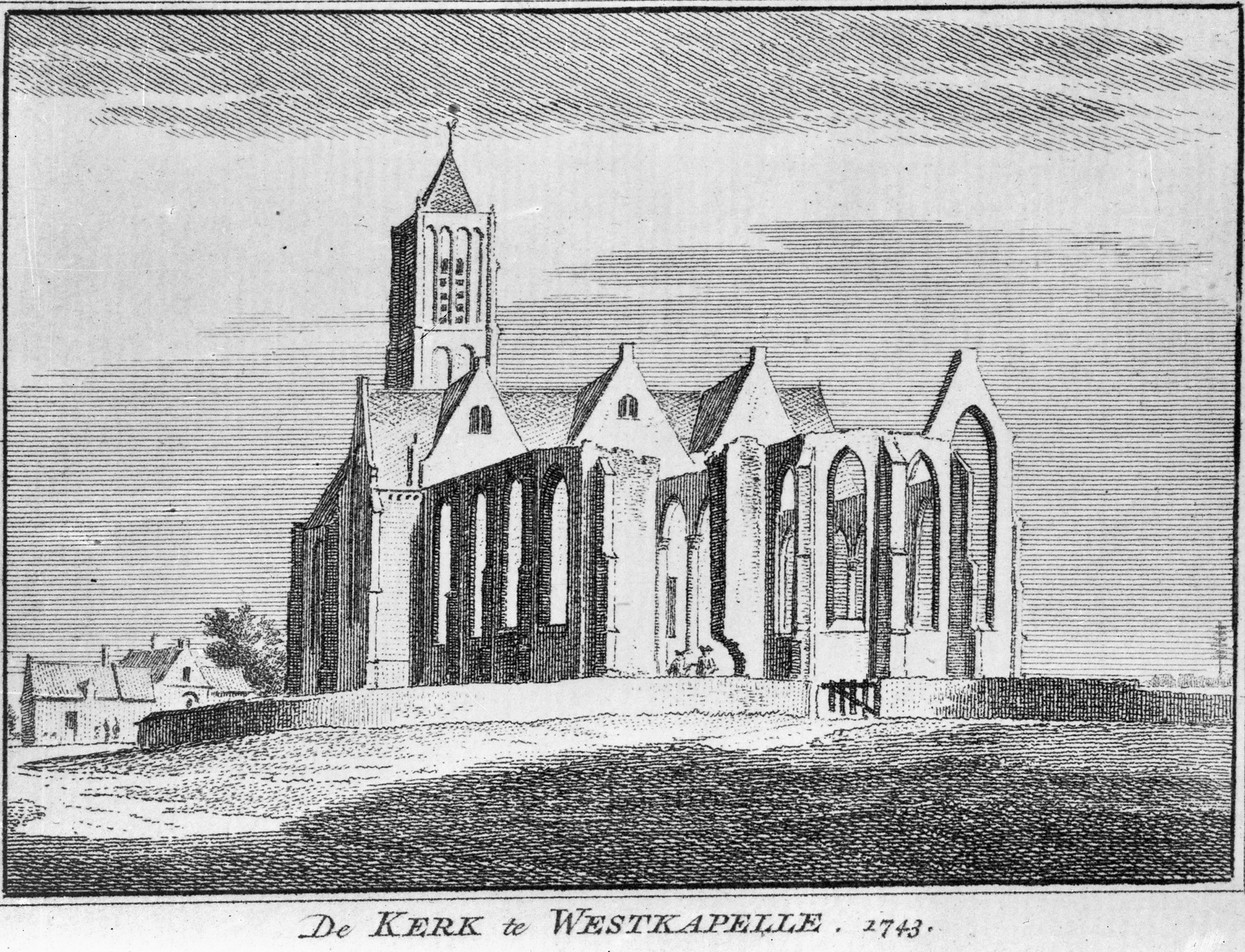
De Sint-Willibrorduskerk in 1743, van de in 1580 afgebroken koren staan de muren nog steeds overeind.

Na een hoogtepunt van welvaart begin 14e eeuw, begon de ligging aan de zee langzaam maar zeker zijn tol te eisen. Na eerdere stormvloeden in 1334 en 1362 was in 1370 de landingsplaats al zo gevaarlijk om aan te doen, dat er een vuurbaken moest worden opgericht. Na nieuwe stormvloeden in 1374 en 1375 overspoelde het eiland Schoneveld en was de beschutte landingsplek helemaal verwenen. In 1398 zou het vuurbaken al zijn ingestort, en nog vele malen moeten worden heropgebouwd. Toen vervolgens in 1404 de eerst Sint-Elisabethsvloed de duinen teisterde, richtte deze zo een geweldige schade aan dat er enkele regeringsleden uit Middelburg kwamen om de schade op te nemen. Binnen 20 jaar werden de pas aangebrachte versterkingen echter alweer teniet gedaan door de tweede en de derde Sint-Elisabethsvloed. Van de duinen was weinig overgebleven, en de bestuurders van Westkapelle drongen herhaaldelijk aan op herstelmiddelen voor "een cleen dijckxken", waarna in 1432 wederom afgevaardigden uit Middelburg kwamen om de schade op te nemen. In deze periode is men begonnen met de aanleg van de Westkapelse Zeedijk. Omstreeks 1460 is ook begonnen met de aanleg van paalhoofden.
Halverwege de 15e eeuw was Westkapelle haar handel grotendeels kwijtgeraakt aan beter tegen de zee beschutte steden zoals Vlissingen en Veere. Toen in 1444 Vlissingen van graaf Filips de Goede het voorrecht kreeg op alle haringhandel tussen Westkapelle en Welzinge, betekende dit het doodsvonnis voor de haringhandel in Westkapelle. Mede door de sterk afgenomen welvaart werd in 1453 de stad (samen met Vlissingen en Domburg) door graaf Filips de Goede verkocht aan Hendrik van Borssele, heer van Veere. Dit betekende het einde van Westkapelle als grafelijke stad en het begin van de hoge heerlijkheid Westkapelle. Door het verliezen van de status als grafelijke stad (alsmede de algemene achteruitgang van de stad), zou Westkapelle ook geen zitting krijgen in de Staten van Zeeland, reden waarom het een smalstad zou worden genoemd. 
Desondanks werden in 1477 de stedelijke rechten vernieuwd en bevestigd door gravin Maria van Bourgondië, daar de oude brieven door "die soute lucht van der zee (...) al gheheel vergaen was". Aan het eind van de toch al desastreuze 15e eeuw, werd Westkapelle tot overmaat van ramp in 1491 geplunderd en verbrand door troepen uit Sluis in hun opstand tegen de aartshertog. Ondanks de achteruitgang in welvaart, was de handel met Vlissingen in 1507 nog zo groot, dat er een handelsovereenkomst werd opgesteld door de Vrouwe van Westkapelle Anna van Borselen en de Heer van Vlissingen, Adolf van Bourgondië.
Nadat al in 1432 was vastgesteld dat de Willibrordkerk naar een andere plaats moest verhuizen, werden op 4 september 1458 op last van de "heeren, dien 't land van Walcheren bevolen is", de kerk en enkele omliggende huizen afgebroken. Dit aangezien de zee nagenoeg aan de kerkpoorten stond. Aan de oostkant van Westkapelle, eigenlijk zelfs erbuiten, zo ver mogelijk van de zee, werden vervolgens in 1458 de eerste stenen gelegd voor de in 1470 voltooide Sint-Willibrorduskerk.
Inmiddels was er sinds 1483 al sprake van een binnendijk achter de duinen. Na grote schade door een dijkdoorbraak in 1509 tijdens de Cosmas- en Damianusvloed, en schade door de Sint-Felixvloed van 1530, en in 1532 door de Allerheiligenvloed, werden de dijkwerkzaamheden serieuzer opgepakt. Zo kwam er in 1539 een lid van de keizerlijke raad om zich te informeren en op 14 juli 1540 bezocht keizer Karel V hoogstpersoonlijk Westkapelle om de aanleg van het eerste staketwerk aan de dijk bij te wonen. Ook kwam er in 1540 en 1541 wekelijks een stadsschepen van Middelburg naar Westkapelle om de vordering van de dijkwerkzaamheden te controleren. De dijklengte bedroeg toen ruim twee kilometer. Toch moest er na een storm in 1559 weer schade gerepareerd worden en werd na de Allerheiligenvloed van 1570 de dijk naar het zuiden verlengt.
Het grootste gevaar voor Westkapelle kwam nu echter door oorlog, in 1572 heeft Westkapelle veel geleden door de religieuze twisten in het licht van de Nederlandse Opstand. Een week nadat Vlissingen door de watergeuzen werd veroverd koos men (net als Vlissingen en Veere) de kant van de Prins. Spaanse troepen die nog tot 1574 in Middelburg gelegerd waren, voerden een vergeldingsactie uit waarbij de Sint-Willibrorduskerk vernield werd. De katholieke geestelijkheid was inmiddels naar Middelburg gevlucht. Ook werden in 1572 de laatste visserijschepen die nog bij Westkapelle aangemeerd lagen door Spaanse soldaten vernield. De kerk werd in 1580 hersteld, maar aanmerkelijk verkleind. Van de koren werden de daken en het houtwerk gesloopt, de muren bleven staan. Met de vrijgekomen leien werden de hallen en het dwarsschip gerepareerd. Nadat Westkapelle in 1582 bij de classis van Middelburg werd opgenomen kwam in 1583 de eerste predikant.

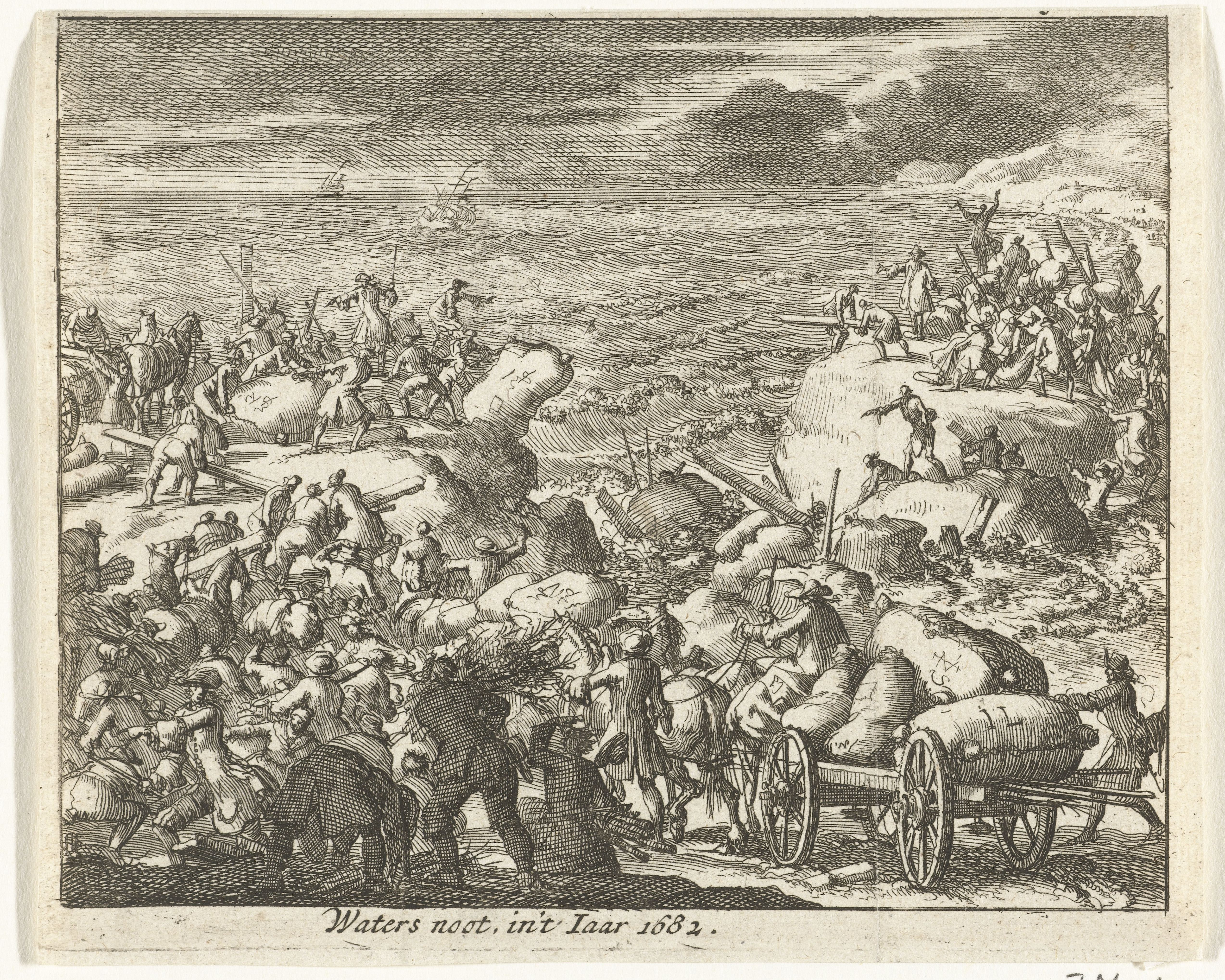
Watersnood in het jaar 1682. Met zandzakken wordt gepoogd het gat in de doorgebroken dijk te dichten. Jan Luyken, 1687-1689

In de 17e eeuw leek er een voorzichtig herstel op te treden in Westkapelle. Zo kan uit stadsrekeningen worden afgelezen, dat de accijns op wijn en bier de stad een voor die tijd aanzienlijk bedrag opleverden. Met de opgedane winsten kon namelijk in 1637 het stadhuis hersteld en vernieuwd worden. De Prinsen van Oranje  waren sinds de opstand eigenaar van Westkapelle en bleven dat, tot Willem II van Oranje het in 1648 samen met Domburg verkocht aan de stad Middelburg. Nadat in mei 1648 een delegatie uit Middelburg, bestaande uit Apolonius Veth, Hendrick Thibaut en Adriaan Veth, was ingehuldigd, bezocht in augustus de Prins van Oranje Westkapelle. In 1674 werd de heerlijkheid Woitkensdorp (Koudorp) aan de stad toegevoegd en breidde Westkapelle zich uit in noordelijke richting. Vervolgens werd Westkapelle in 1678 door Middelburg aan Martinus Veth verkocht voor 80.000 gulden.
Ondertussen bleef de dijk ook de aandacht trekken. Na stormen in 1631 en 1642 werden de buitendijk en de inlaagdijk samengevoegd tot één grotere dijk. Zo ontstond een flauwe helling, waar minder snel schade aan ontstond. De Westkappelse mannen hadden zich inmiddels omgeschoold van vissers en touwslagers tot dijkwerkers. Zij werden dus langzaam voor een inkomen afhankelijk van herstelwerkzaamheden aan de dijk. De stormvloed van 1682 zorgde in ieder geval voor genoeg werk, een dijkdoorbraak aan de zuidkant van de dijk zorgde voor veel schade, 5 volle getijden zeewater stroomde door een 75 meter breed gat het land binnen. Het zou de laatste keer zijn dat de dijk door natuurgeweld zou doorbreken. Na de paalwormepidemie van 1730 werd het houten staketwerk vervangen door een steenglooiing. Op een kaart van J. Massol uit 1760, is te zien dat de dijk destijds al uitgegroeid was tot een lengte van 2600 meter, met 27 paalhoofden.

## Ambachtsheren, revolutie en Franse tijd

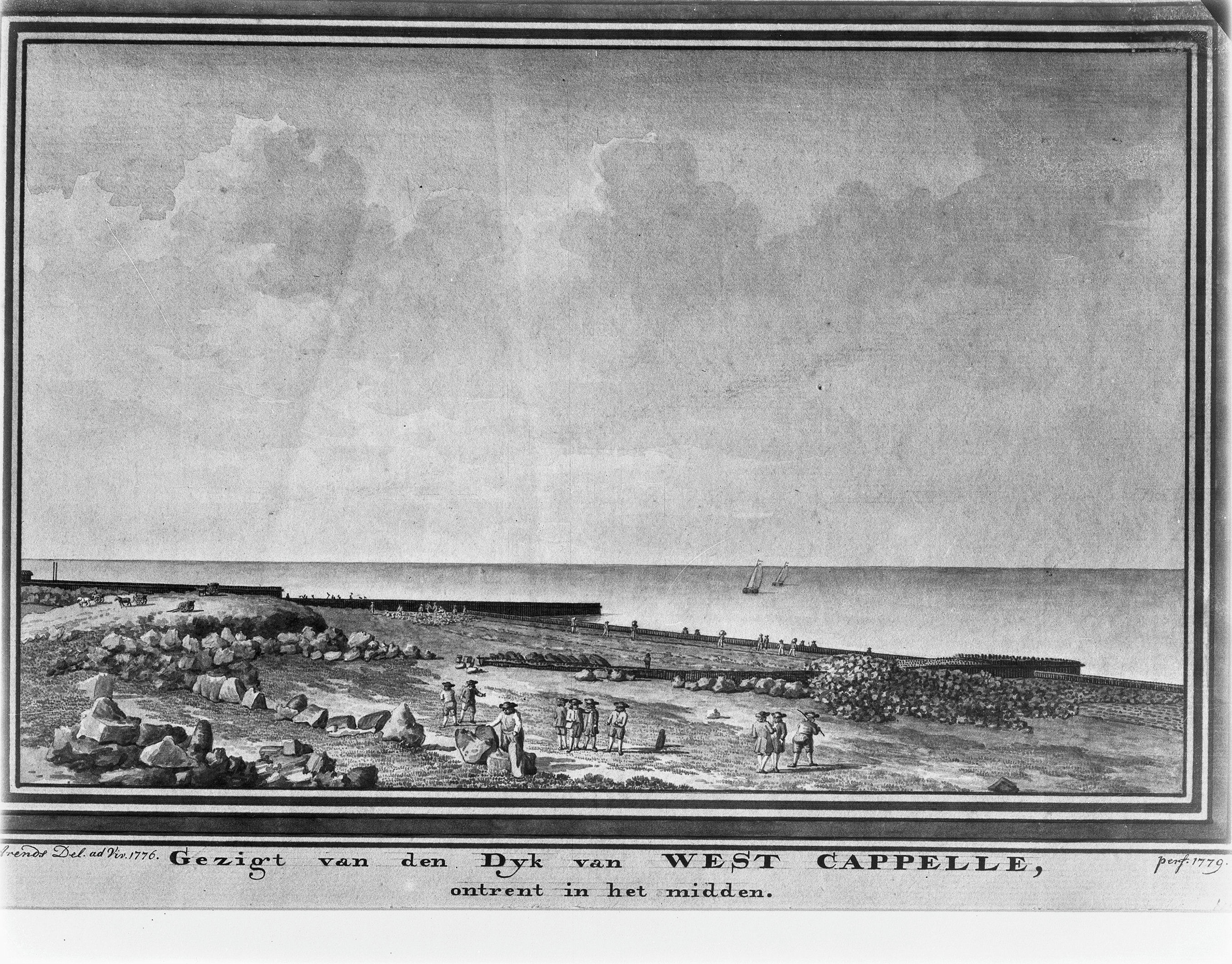
Dijk van Westkapelle, 1774, J.Arends

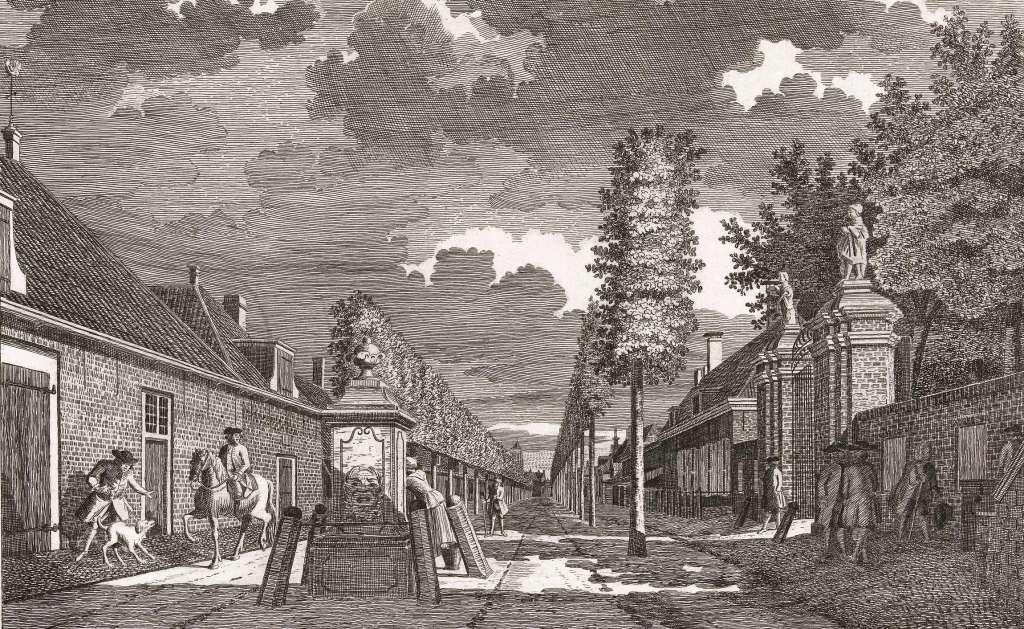
Ets van Jan Arends, ca. 1778. Aan de rechterkant is de poort tot het ambachtsherenhof te zien. Ook de in 1768 geplaatste pomp is duidelijk te zien.

De nieuwe heer van Westkapelle, Martinus Veth, bemoeide zich veel nadrukkelijker met het lokale bestuur dan de vorige heren. Na al een aanzienlijk gedeelte in bezit te hebben, wist hij in 1679 een meerderheid te verkrijgen in de ambachtsheerlijkheid Westkapelle-Buiten. Hij mocht zich vanaf nu dus ambachtsheer noemen van zowel Westkapelle-stad als Westkapelle-buiten.
Rond 1679 legde Veth naast het stadhuis een buitenplaats aan. Op 27 juli 1688 mocht Veth hier stadhouder, prins, en latere koning van Engeland, Willem III van Oranje ontvangen voor een middagmaal. De toegang tot de buitenplaats bestond uit een poort met sierhek en aan beide zijden grote pilaren waarop beelden stonden, direct oostelijk van het stadhuis aan de tegenwoordige Zuidstraat. Het huis van de tuinman van het hof is een van de enige vooroorlogse gebouwen van Westkapelle die nog min of meer in dezelfde staat verkeren, tegenwoordig is dit Zuidstraat 92, 94 en 96. Naast het hof liet Veth ook een school bouwen en de kerktoren reparen. Martinus Veth overleed in 1711. Ten tijde van zijn zoon en opvolger Martinus Johan Veth was het hof uitgegroeid tot een groot complex van siertuinen, moestuinen en bossen.
Martinus Johan Veth overleed in 1755 en liet de heerlijkheid Westkapelle na aan zijn toen nog minderjarige neefje Martinus Johan Veth van de Perre. Deze heer regeerde ten tijde van de opkomst van patriottische idealen van vrijheid en democratie, en zou meer offers moeten brengen om zijn bewind te rechtvaardigen. Zo werden in 1768 een pomp voor het stadhuis geplaatst, in 1773 een nieuwe weg naar de kerk aangelegd en een stenen korenmolen op de dijk gebouwd en in 1783 het stadhuis van een arduinstenen neo-klassieke gevel naar ontwerp van Coenraad Kayser voorzien.
In 1774 werd een nieuwe psalmberijming ingevoerd, wat niet door alle kerkgangers in gewaardeerd werd. Veel kerkgangers bleven de oude berijming zingen, met een kakofonie tot gevolg. Na enkele jaren van verordeningen en waarschuwingen van het stadsbestuur bleef er nog een dwarsligger over, I.L. Burggraaf, een uit Friesland afkomstige timmerman. Deze werd hierop in juli 1777 verbannen uit Westkapelle. Dit zorgde echter voor verdere escalatie, en in oktober werd de verbanning onder druk van het volk ongedaan gemaakt. Terwijl Burggraaf feestelijk door Westkapelle werd gereden, vonden de Staten van Zeeland dat er opgetreden moest worden. In november werd een detachement van meer dan honderd manschappen naar Westkapelle gezonden. Drie personen werden aangehouden en meneer Burggraaf werd opnieuw verbannen en zijn bezittingen verkocht.
Sowieso was het eind van de 18e eeuw een gespannen tijd in Westkapelle. Zo werd er in 1793 al een garnizoen infanterie in Westkapelle geplaatst en kwam daar een jaar later nog een brigade ruiterij bij. Nadat begin februari 1795 Middelburg, door Franse troepen voor de Bataafse Republiek was veroverd, werd op 9 maart ook in Westkapelle de vrijheid uitgeroepen. Een nieuw bestuur werd ingesteld en de ambachtsheer werd eenzijdig van zijn functie ontheven. Eind 1798 verkoopt heer Veth van de Perre zijn buitenplaats, het huis werd gesloopt en de tuinen en bossen veranderen in bouw- en weiland. De tuinmanswoning werd in 1799 aangewezen tot woning van generaal Osten. Inmiddels was er sinds 1796 ook een kamp met 2 à 3000 Franse soldaten in Westkapelle gekomen, wat tot hun vertrek met de Vrede van Amiens in 1802 voor veel overlast zorgde. Vele Westkappelse huizen werden voor de soldaten gevorderd en er verscheen een groot militair kamp. Vanaf 1803 zouden er echter wederom Franse troepen in Westkapelle gelegerd worden. In 1810 zou koning Lodewijk met keizer Napoleon de dijk hebben bezocht. Vooral tussen 1810 en 1814 had Westkapelle het zwaar te verduren onder de 'Franse benden', die na de Engelse invasie massaal naar Walcheren waren gekomen. Het stadhuis, de kerk en de dijk hadden allemaal schade opgelopen, velen waren gesneuveld in Napoleons oorlogen en menig Westkappelaar zou nog lang afkeer hebben tegen alles wat met Frankrijk te maken had.

## Armoede in de 19e eeuw
Nadat de Fransen in 1814 waren verdwenen kwamen de oude instellingen en verhoudingen niet terug. De voorheen hoge heerlijkheid en smalstad Westkapelle werd de gemeente Westkapelle-Binnen, de ambachtsheerlijkheden Westkapelle-Buiten en Poppekerke werden de gemeente Westkapelle-Buiten en Sirpoppekerke. Deze in 1811 gevormde gemeentes werden in 1816 alweer samengevoegd tot één de gemeente Westkapelle. 
Walcheren lag al geïsoleerd van de rest van Nederland, en Westkapelle lag weer geïsoleerd binnen Walcheren. Westkapelle was in tegenstelling tot de rest van Walcheren geen agrarische dorpsgemeenschap: in 1815 verdiende meer dan driekwart van de werkende mannen de kost met het onderhoud van de inmiddels 3200 meter lange dijk en daarom voor een inkomen afhankelijk van stormschade. Zeker vanaf 1840 was het dijkwerk echter flink afgenomen, de oude glooiing was vervangen voor een veel minder onderhoudsintensieve stenen glooiing. Desondanks was de bevolking in 1840 wel nagenoeg verdubbeld. Vooral in jaren zonder zware stormen werd er veel armoede geleden.

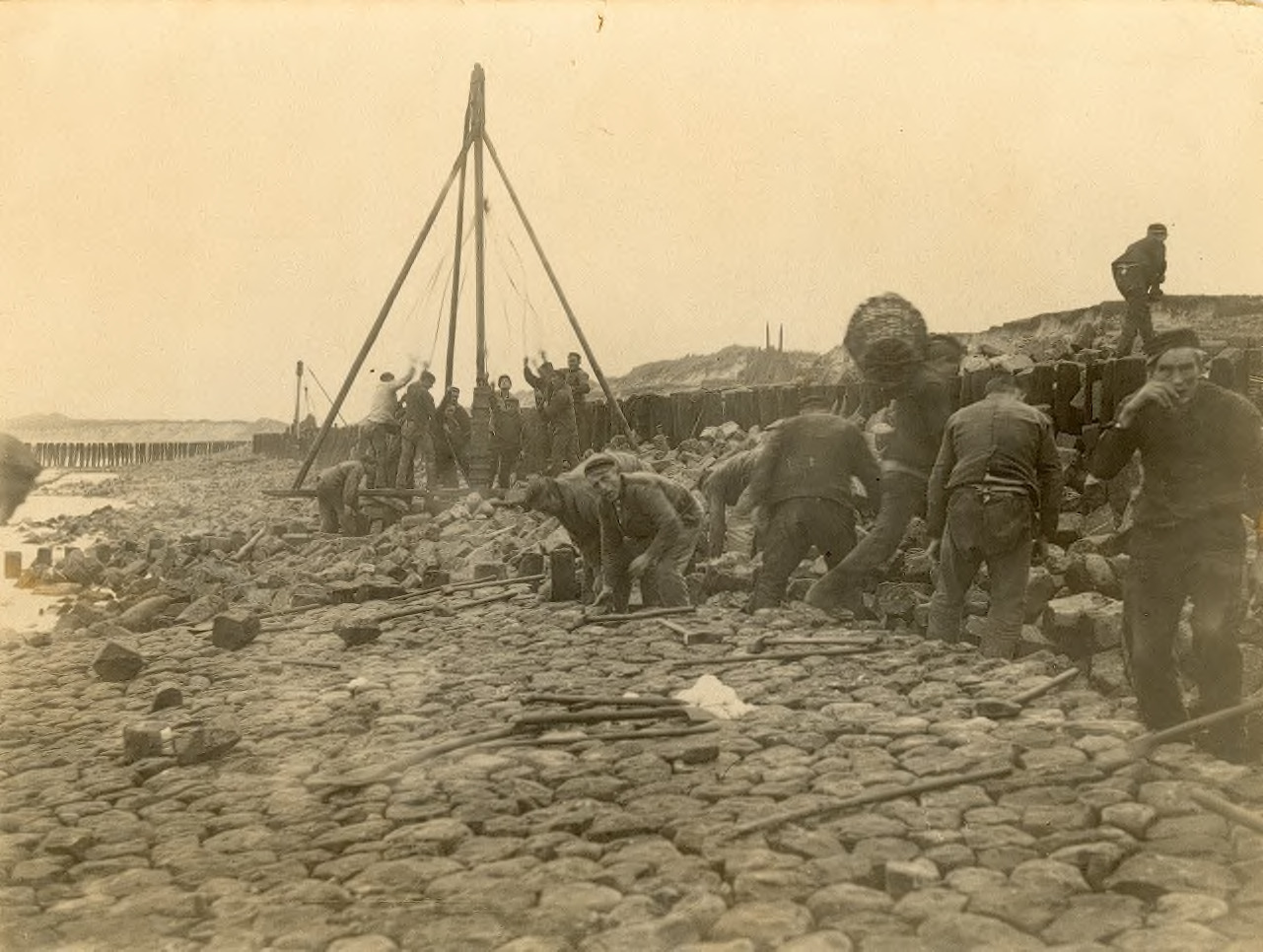
Dijkwerkers aan het werk, omstreeks 1900.

Vanaf de 16e eeuw hadden de dijkwerkers al een gesloten gemeenschap gevormd. Ze verenigden zich in zogenaamde 'benden', met elk een gekozen 'bendebaas'. Deze 'bendebazen' onderhandelden met het dijkbestuur over de werkcontracten. Elke jongeling die intrad, werd een bende aangewezen, en moest de rest van zijn loopbaan in deze bende blijven. Niemand werd toegelaten die niet in rechte lijn van een andere dijkwerker afstamde. Zo bleef Westkapelle eeuwen lang een zeer gesloten gemeenschap. Benden hadden een eigen verzekering, ieder kreeg hetzelfde loon en bendeleden hielden zich afzijdig van kerkelijke en staatkundige geschillen. Enkel en alleen in geval van uiterste nood, bij dreiging van doorbraak, konden anderen aan de dijk werken, en dan alleen als daggelders.
Met name in de 19e eeuw ontstond menig conflict tussen de dijkwerkers en het polderbestuur, vooral als het polderbestuur de macht van de benden probeerde te breken. Het polderbestuur bestond uit de Commies van het noordwestelijk deel van de Polder Walcheren, eerst 'De Vijf Ambachten' geheten, vanaf de 2e helft van de 19-eeuw de 'Noordwatering'. Het polderbestuur had zijn hoofdkantoor in het Polderhuis onderaan de dijk. Zo kwam het bestuur in 1846 met het plan om het aantal dijkwerkers te beperken, waarvan er destijds ongeveer 400 waren. Een oproer was het gevolg, en de regeling werd ingetrokken. Vooral onder de Commies Messer waren er ongeregeldheden. Zo kwam het in 1854 tot een conflict, over het uit te keren loon voor het kramwerk. En weer in 1864, toen over het toelaten van zonen van dijkwerkers. In 1871 stopte Messer als commies, maar spanningen bleven er.
Tot overmaat van ramp, brandde in de nacht van 14 op 15 maart 1831 de Sint-Willibrorduskerk af. De kerktoren had sinds 1817 een door de Nederlandse staat geplaatst kustlicht. Een olielekkage bij het torenlicht werd de kerk fataal. Door de aanwezige olievaten was blussen zinloos. Van de kerk was op een aantal muren na niets meer over. De toren stond nog, en werd geheel opnieuw, brandveiliger, ingericht. De volgende avond scheen het kustlicht alweer. De kerkdiensten moesten voor 3 jaren noodgedwongen in een pakhuis plaatsvinden, tot in 1834 met hulp van ambachtsheer Hendrik Jacob van Doorn van Westcapelle de nieuwe kerk in gebruik kon worden genomen. In 1843 zou Van Doorn ook nog een orgel schenken aan deze nieuwe kerk.
Zeker in de tweede helft van de 19e eeuw werd er in Westkapelle veel armoe geleden. Sinds de dijk versterkt was met Doornikse en Vilvoordse stenen, en zeker later met basalt, bood de dijk weinig werk meer. Als er dan een zware storm over trok, sprak men over de "Wasschappelsen Engel", omdat dit schade aan de dijk betekende en dus werk, en dus brood op de plank. Een voorbeeld van zo'n engel waren de stormen van december 1862 en januari 1863. De steenglooiing was over een lengte van 400 meter nagenoeg geheel weggeslagen. Bij het herstelwerk werd ook een spoorlijn aangelegd, hiermee kon goedkoper de benodigde grond naar de dijk worden vervoerd. In 1870 had de dijk dan ook al een lengte van 3800 meter. Desondanks kon men niet op enkele stormen teren. Consequentie van de armoede was dat velen hun heil elders zochten. Zo emigreerden van 1840 tot 1914 meer dan 500 Westkappelaars naar de Verenigde Staten. Velen kwamen, al dan niet met een omweg, in de (latere) staat Wisconsin terecht, in de omgeving van de stad Sheboygan. Op initiatief van het polderbestuur vertrokken er ook enkele dijkwerkersgezinnen naar de Veenkolonie bij Borger in Drenthe. Later vonden veel (ex-)dijkwerkers hun werk bij scheepswerf De Schelde in Vlissingen. Een uniek initiatief in de strijd tegen de armoede, was de oprichting van het 'Fonds tot Heil van Jongelingen' in 1825 door drie jonge Westkappelaars. Het was een soort coöperatie avant la lettre. De contributie bedroeg 10 cent per week. Uiteindelijk werd een vaars gekocht die uitgeleend werd aan een dijkwerkersgezin. In de loop van de tijd kwamen zo 30 dijkwerkers in bezit van een rund. Ook werd er brandstof 'geïmporteerd' en uiteindelijk zelfs een linnenweverij opgericht en in 1852 molen De Noorman gebouwd. Het fonds is in 1878 ontbonden, maar heeft grote invloed gehad op Westkapelle. De linnenweverij van het fonds was echter niet winstgevend en werd daarom in 1838 al opgeheven.
Door initiatieven voor een katoenweverij, besloot het gemeentebestuur van Westkapelle in 1839 tot de bouw van een calicotfabriek op kosten van de NHM en op aangeven van Servaas Tak, vertegenwoordiger van de gebroeders Salomonson. Uiteindelijk kon vanaf maart 1840 begonnen worden met de bouw tussen de dijk en de Koestraat. In de loop van 1841 ging de productie van start. Tot het begin van de jaren vijftig draaide de fabriek op volle toeren, en werkte er bijn 150 mensen in de fabriek. Vanaf 1856 was er echter enkel nog achteruitgang. Met veel moeite van de gemeente bleef de weverij nog draaien tot 1870. Hoewel bijna uitsluitend jonge ongehuwde meisjes in de weverij hadden gewerkt, was het verlies van de weverij toch wederom een klap voor de toch al economisch penibele toestand in Westkapelle. In 1871 werd al een groot deel van de weverij gesloopt, maar het in 1880 tot woonhuizen omgebouwde noordelijke gedeelte bleef nog tot de dijkverzwaring van 1985 bewoond. Tegenwoordig ligt de locatie onder de dijk en herinnert slechts de 'Weverijstraat' nog aan de calicotweverij.

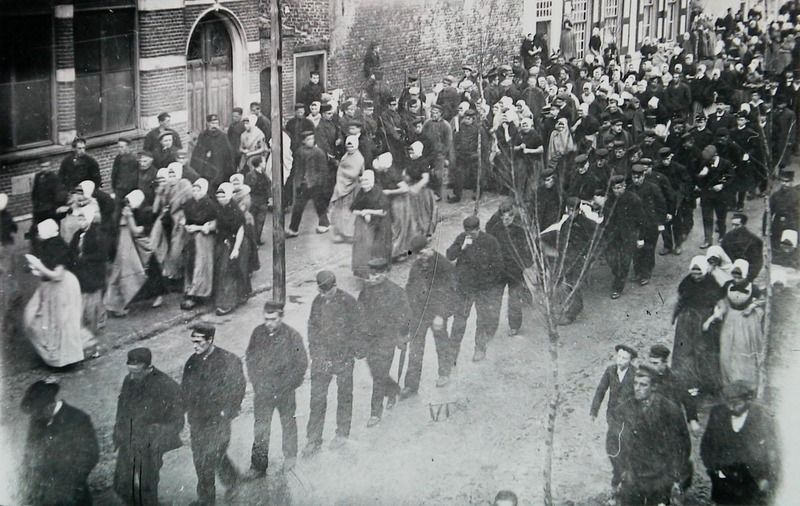
De begrafenis van 7 van de 9 slachtoffers die bij het demonteren van een aangespoelde zeemijn op 16 november 1914 omkwamen., 1914-11-19, foto: Onbekend, ZB Beeldbank Zeeland, recordnr. 39692.

In 1902 kwam het weer tot een incident tussen de dijkwerkers en het polderbestuur. Van hogeraf was bepaald dat de bejaarde dijkwerkers ontslagen moesten worden. Er werd hierop door de dijkwerkers gestaakt en de aversie tegen het plan was zo groot en de gemoederen liepen zo hoog op dat de ramen van het polderhuis van Commies Bolier werden ingegooid en beschoten met een jachtgeweer. De dader was bij iedereen behalve de autoriteiten bekend. Naar aanleiding van dit incident werd er een detachement marechausees in Westkapelle gestationeerd. Bij de bouw van het Zuiderhoofd in 1906 kwam het weer tot een staking. Het polderbestuur gaf niet toe aan het vermeende alleenrecht van de Westkappelse benden om aan de dijk te werken. Na enige tijd moesten de dijkwerkers de staking opgeven. Dit brak de macht van de 'benden'; de oproerkraaiers mochten niet meer aan de dijk werken, de overige dijkwerkers moesten allen een nadelige arbeidsovereenkomst tekenen en arbeiders van andere dorpen moest toegelaten worden tot het dijkwerk.
Op maandag 16 november 1914 werd Westkapelle ruw opgeschrik door de Eerste Wereldoorlog. Een demontageploeg van de Koninklijke Marine was in deze tijd voortdurend in de weer om aangespoelde mijnen onschadelijk te maken. 's Morgens waren al twee mijnen op het zuiderstrand onschadelijk gemaakt, maar 's middags op de glooiing ging het mis. De mijn ontplofte en veroorzaakte een catastrofe. Zeven mariniers en twee Westkappelaars kwamen om het leven. De slachtoffers werden op 19 november onder militaire eer begraven.

## Tweede Wereldoorlog
Al voordat de oorlog uitbrak was de dreiging in Westkapelle voelbaar. In april 1939 werd er in het teken van voormobilisatie, door de strategische ligging aan de Scheldemond, een garnizoen in Westkapelle geplaatst. Achter de vuurtoren was al eerder een batterij voor kustartillerie gebouwd met een bezetting van 100 man. Veel Westkappelse dienstplichtigen maakten deel uit van het garnizoen Westkapelle. In de meidagen van 1940 hebben er geen gevechtshandelingen in Westkapelle plaatsgevonden. Wel werden er vele vluchtelingen uit het gebombardeerde Middelburg en Vlissingen opgevangen. Na de Zeeuwse capitulatie van 17 mei, wapperde er een witte vlag aan de vlaggenmast op de vuurtoren. De eerste Duitsers arriveerden op 18 mei, en bezetten alle militaire posten. Vanaf augustus had Westkapelle een bezetting van zo'n 500 Duitse militairen. 
In 1941 kreeg burgemeester de Casembroot zijn ontslag, twee NSB-burgemeesters zouden volgen. Omstreeks Dolle Dinsdag, 5 september 1944, zou NSB-burgemeester P.I. van Aartssen Westkapelle ontvluchten. 
Vanaf 1942 werden er een honderdtal arbeiders van het Organisation Todt in Westkapelle ingekwartiert. Deze zouden Westkapelle ombouwen tot volwaardig deel van de Atlantikwall en dus Festung Walcheren; vele bunkers, mijnenvelden, tankvallen en kustbatterijen werden aangelegd.

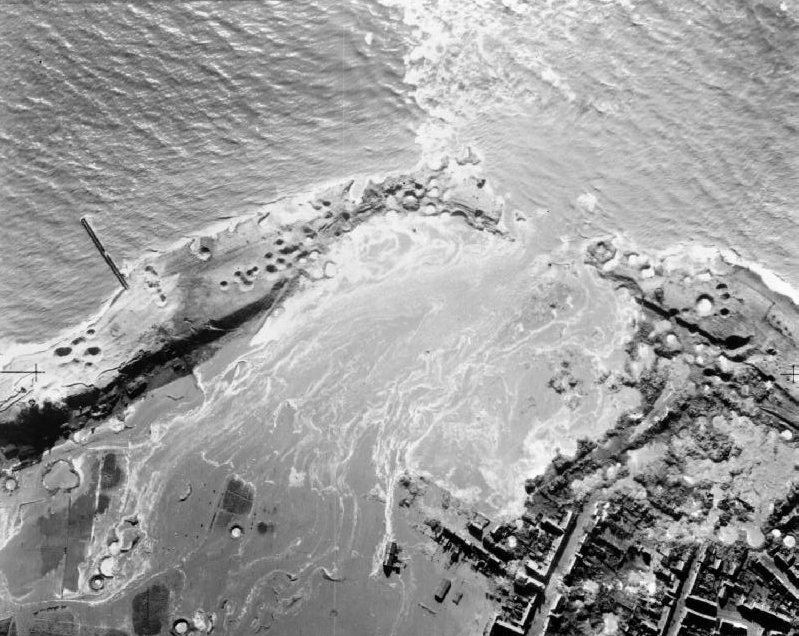
Westkapelle, kort na het bombardement.

In oktober 1944 brak de oorlog pas echt los voor Westkapelle. Op 3 oktober 1944 werd de zeedijk aan de zuidkant van het dorp door Britse bommenwerpers verwoest (deze gebeurtenis heet in Westkapelle nog altijd simpelweg 't Bombardement), met de bedoeling Walcheren onder water te zetten om zo het eiland makkelijker van de Duitse bezetter te kunnen bevrijden. De zuidkust van de Westerschelde was al in geallieerde handen en een bevrijd Walcheren (en Zuid Beveland) zou een vrije doorgang over de Westerschelde naar de vrij onbeschadigd veroverde Antwerpse haven creëren. Een dag van te voren, op 2 oktober, werd de bevolking door middel van pamfletten en via Radio Oranje gewaarschuwd en geadviseerd Walcheren te verlaten. Deze praktisch onmogelijke opdracht kon echter door nagenoeg niemand worden opgevolgd. Op 3 oktober, in de middag, verschenen er 243 Lancster bommenwerpers van de R.A.F. boven Westkapelle. Van 1 uur tot half vijf, vielen er honderden 6 tons bommen naar beneden. Het westelijke deel van het dorp was verwoest, en de dijk was over 130 meter doorbroken en de Noordzee had vrij spel. Behalve de dijkmolen, werd ook molen De Roos verwoest. In laatstgenoemde molen dachten 47 mensen een veilige schuilplaats te hebben gevonden, het werd echter een massagraf. Door een bominslag werd de toegang versperd, en werd het onmogelijk om voor het binnenstromende zeewater te vluchten. 44 van de 47 personen stierf er de verdrinkingsdood. In totaal kwmen er bij dit bombardement 152 inwoners van Westkapelle om het leven. Het dijkgat, en de verwoesting van Westkapelle werd nog vergroot door extra bombardementen op 17 en 29 oktober. In totaal is tachtig procent van de huizen verwoest.
Na een granatenregen vanaf zee op de militaire doelen in het dorp, landden de geallieerde troepen op 1 november 1944, rond 11 uur 's ochtends, met landingsvaartuigen ten noorden en zuiden van het ontstane dijkgat. De tot dan toe nog ongeschonden kerk werd alsnog door een scheepsgranaat getroffen en volledig verwoest. Rond 7 uur 's avonds konden de geallieerden doorstoten naar Domburg en Oostkapelle.
Ten tijde van de landing bevonden zich nog drie gezinnen in het dorp, de rest van de overlevenden was geëvacueerd naar de omringende dorpen. Vele slachtoffers zijn in een massagraf in Oostkapelle begraven. In totaal waren 184 Westkappelaars omgekomen tijdens de bevrijding. Op 8 november was Walcheren officieel bevrijd, eind november zou het eerste konvooi in de haven van Antwerpen aankomen.

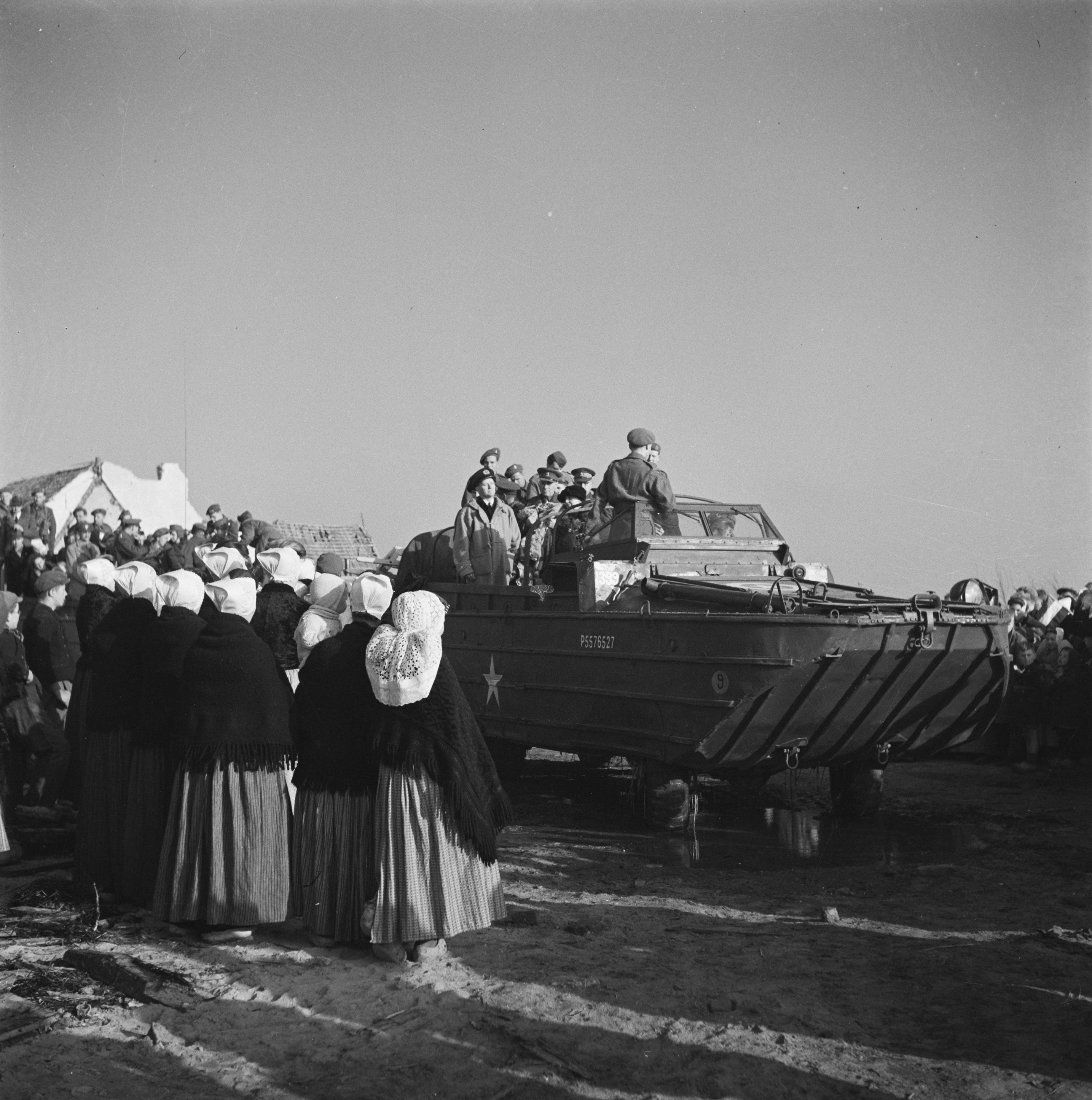
Koningin Wilhelmina bereikt per DUKW amfibievoertuig Westkapelle, 15 maart 1945.

Vanaf 26 februari 1945 werd het puinruimen door dienst Wederopbouw opgepakt, inmiddels was de bevolking ook weer toegenomen en kwam de detailhandel ook weer opgang. Tijdens haar tour door bevrijd Nederland, deed Koningin Wilhelmina op 15 maart per amfibievoertuig Westkapelle aan. Hier begon de bevolking spontaan het Wilhelmus te zingen, wat voor de koningin een zeer aangrijpende gebeurtenis zou blijken. Vanaf 28 mei kon men met een HAM 203 grondzuiger in anderhalve maand de noordelijke geul dichtspuiten. De zuidelijke geul was lastiger, met een steenaanvoer van 3000 ton per week en na drie pontons in het gat te laten zinken lukte het uiteindelijk. Op 12 oktober 1945, meer dan een jaar na het bombardement, was het gehele gat gedicht. Met zand, klei en steen werd vervolgens een nieuwe dijk afgeleverd, ook werden er vier 'Phoenix' caissons voor de dijk geplaatst. Nadat het puim was geruimd, de bomkraters gedicht, en nutsvoorzieningen waren aangelegd, kwam vanaf 1947 de heropbouw van Westkapelle zelf op gang. Sommigen hadden al een onderkomen gevonden in verlaten Duitse bunkers, anderen hadden nadat het dijkgat gedicht was, huisvesting gevonden in de gebouwde noodwoningen. In oktober 1946 waren al 1900 inwoners teruggekeerd. De laatste noodwoningen konden pas in 1963 worden ingeruild voor een normaal huis. In 1952 wordt, na zeven jaar van een noodkerk gebruik te hebben gemaakt, de nieuwe Moriakerk aan de markt geopend. Vervolgens wordt in 1954 het nieuwe stadhuis op de markt officieel geopend, als symbool van een herrezen Westkapelle. Aan de markt verscheen ook een verenigingsgebouw dat tot op heden de naam "Westkapelle Herrijst" draagt.
Een nog altijd zichtbaar overblijfsel van de Tweede Wereldoorlog is de Westkappelse Kreek die ontstaan is door het bombardement. Door het zoute kwelwater, onder de dijk door, is het water brak in plaats van zoet. Achter de vuurtoren "Hoge licht" liggen sinds 1947, in een halve cirkel, de graven van vele oorlogsslachtoffers. Als herinnering aan de oorlog, maar zeker ook aan de bevrijding, staat er een M4A4 Shermantank op de dijk als deel van het landingsmonument, net ten noorden van badstrand 't Gat. Op de nieuwe dijk is het Inundatiemonument Westkapelle geplaatst. Net ten zuiden van het badstrand staat nog een landingsmonument ter nagedachtenis aan de geallieerde bevrijders.

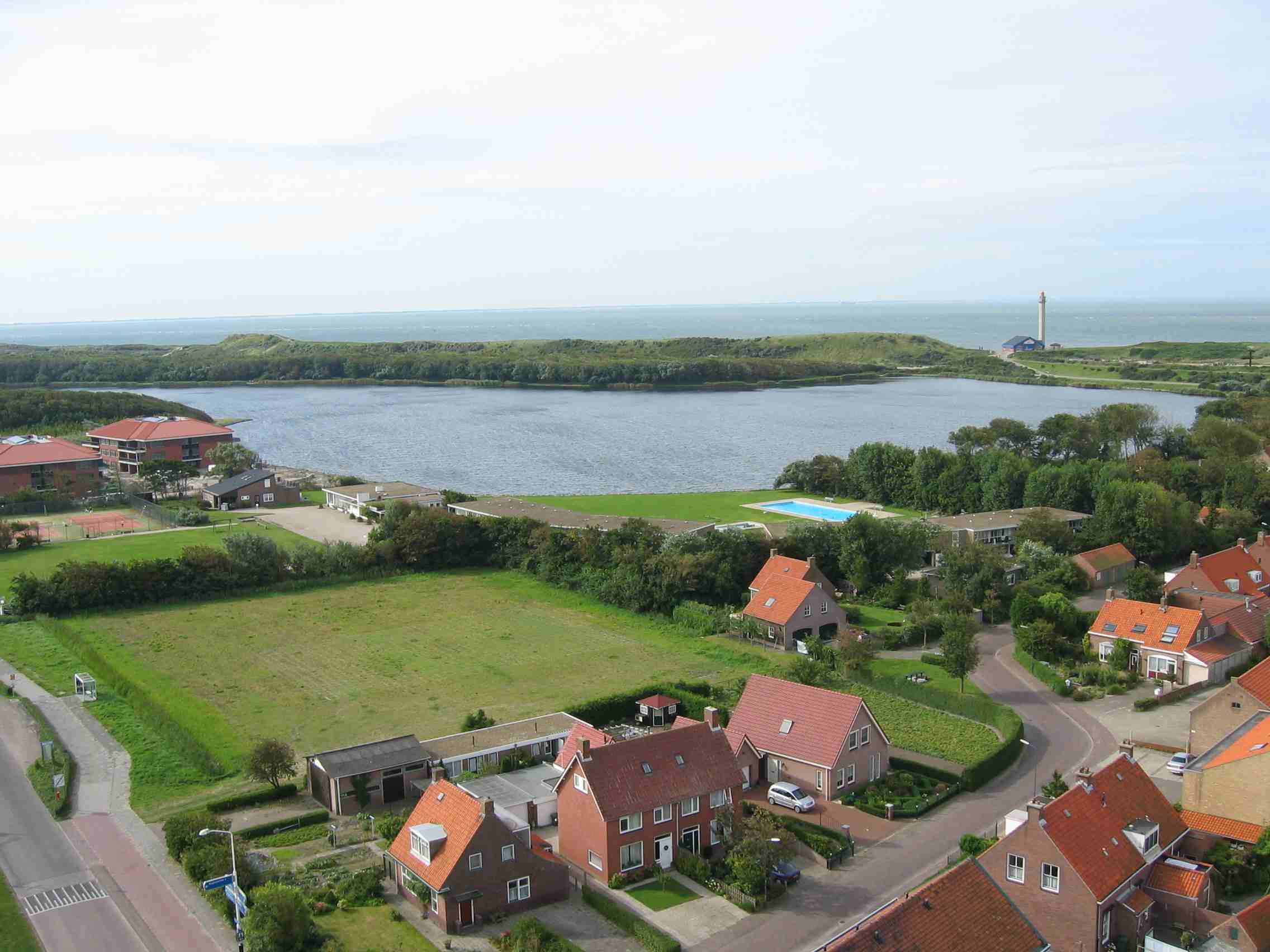
Westkappelse Kreek als gezien vanaf de toren. Rechtsbovenin de nieuwe dijk.
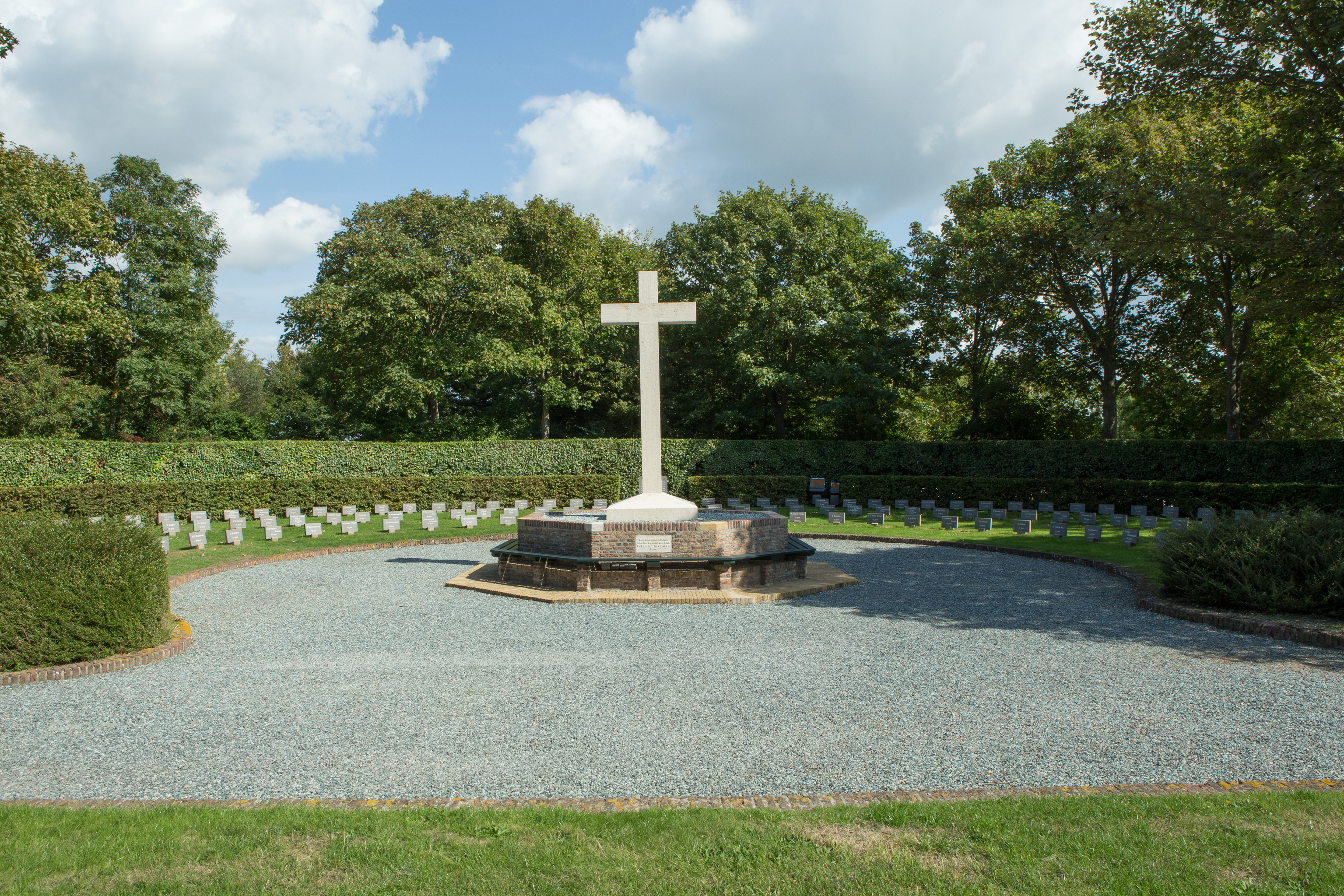
Monument bij de vuurtoren "Westkapelle Hoog" voor de burgerslachtoffers die omkwamen tijdens het bombardement.
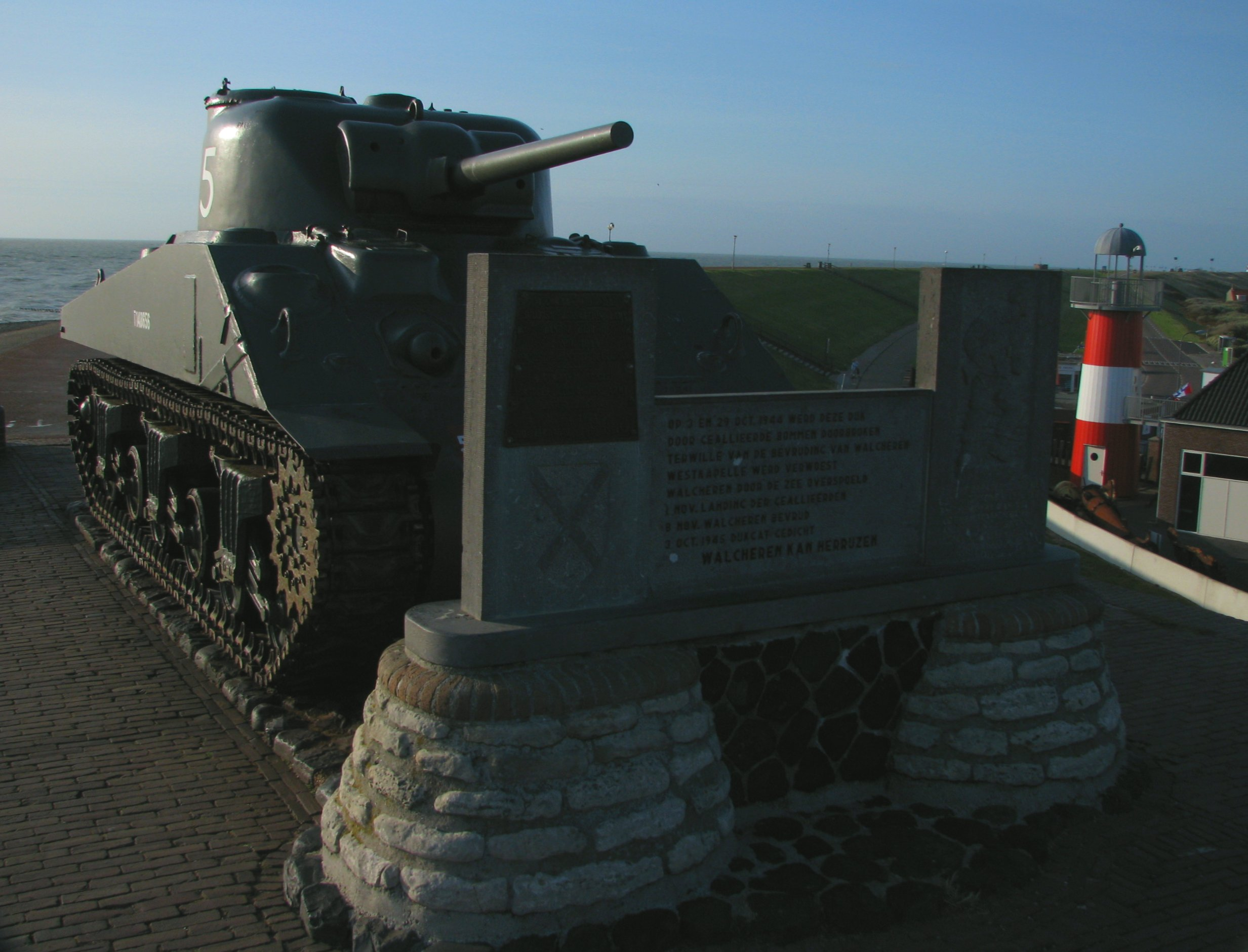
Tankmonument met M4A4 Shermantank ter herinnering aan de bevrijding door de geallieerden.
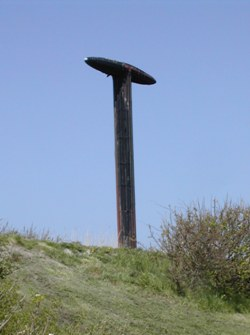
Inundatiemonument op de dijk ter herinnering aan de verwoesting van Westkapelle.
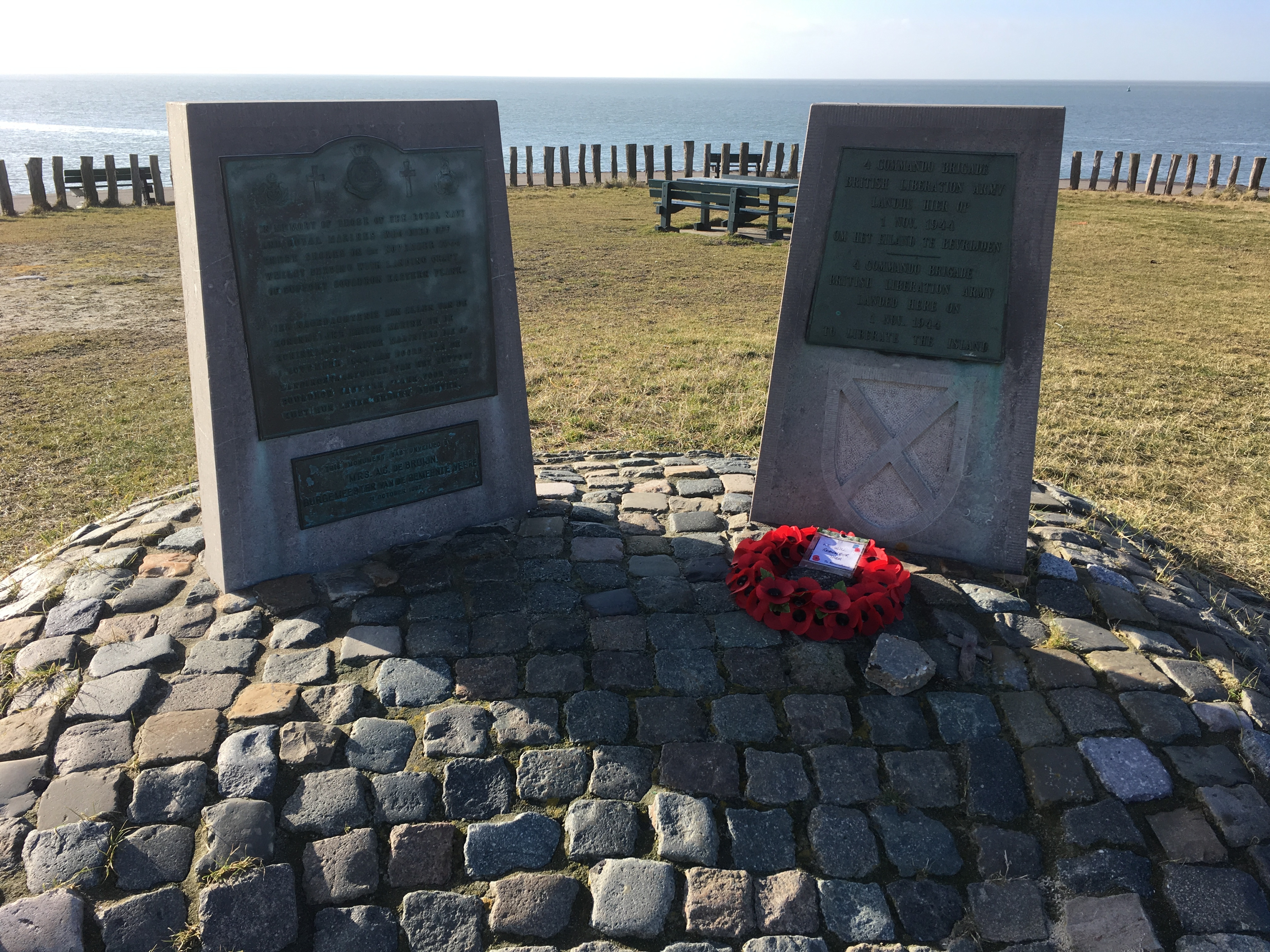
Landingsmonument Westkapelle

## Molukkerkamp
Een impactvolle naoorlogse gebeurtenis voor Westkapelle is het Molukkerkamp op het Noordervroon. In 1951 werden Molukse KNIL-soldaten naar Nederland gehaald, uit hun functie gezet en massaal in kampen geplaatst. In Westkapelle werden deze soldaten met hun familie in oude barakken geplaatst, die oorspronkelijk voor tijdelijke arbeiders bij het dijkherstel waren gebouwd. In het kamp in Westkapelle zaten veel leden van de Moluks-nationalistische PNMS partij. Vanaf de invoering van de zogenaamde zelfverzorgingsregel in 1955 ontstond er een gespannen situatie. Onder de erbarmelijke leefomstandigheden moest men nu ook zelf voor voedsel zorgen. Tegelijkertijd met onlusten in Middelburg, vonden op 4 augustus 1956 in Westkapelle diefstallen plaats bij vier winkeliers, met de boodschap dat de rekening naar de overheid gestuurd mocht worden. Hierop werd de Harde Bijstand opgeroepen en werd een avondklok ingesteld. Toen vervolgens twee Molukkers het kamp uit wilden fietsen, ging het mis. Ze reden tegen politiemensen aan, een schermutseling volgde, en een wachtmeester schoot 'op de benen van' een van de op het lawaai afgekomen Molukkers. Volgens de autoriteiten was er niets ernstigs gebeurd, terwijl de getroffen Molukker Lewerisse door een kogel blind aan zijn linkeroog was geworden. Ook was er een hoger aantal gewonden dan het aantal kogels dat volgens de autoriteiten kogels was afgevuurd. In totaal vielen er minstens negen gewonden. Hierop werden 28 mannen opgepakt en kregen zij allemaal vier maanden cel. Dankzij giften van dorpsbewoners die het kamp werden binnengesmokkeld, kregen de vrouwen en kinderen toch nog voldoende te eten. Na de terugkeer van de mannen was er een prikkeldraadversperring rond het kamp aangebracht en werd het hele complex 's avonds hel verlicht door een nieuw gebouwde lichtinstallatie. Niet veel later liet burgemeester Tydeman enkele mensen overplaatsen van wie hij 'problemen' verwachtte. In maart 1957 ging een groot deel van de Molukkers alsnog akkoord met de overheidseisen. In 1961 verlieten de laatste mensen het kamp.
In 2010 werd het voormalige kamp, dat tot dan toe dienst gedaan had als opslagloods, gesloopt. In 2011 werd te Westkapelle een monument voor de Molukse geschiedenis onthuld bovenop de dijk, ter hoogte van waar het kamp gestaan heeft. Op het beeld staat te tekst Perdjalan kami membuat kerinduan ke Asai kami (Onze reis doet ons verlangen naar huis).

## Tegenwoordig

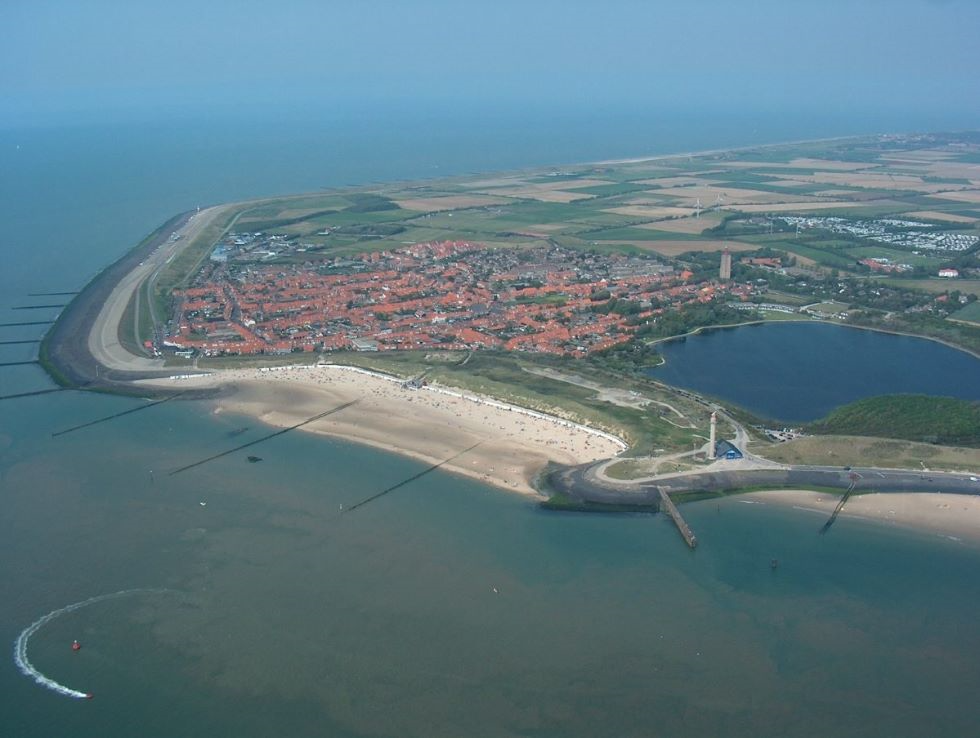
Luchtfoto van Westkapelle, 2018.

Door de herstelwerkzaamheden na de oorlog hield de vernieuwde dijk het in 1953 vol bij de watersnood. Toch werd deze zwaar beschadigd. Ook kwam het tot de hoogste waterstand sinds het begin van de metingen in 1862; 4.35 meter boven NAP. Door de watersnood en de daaropvolgende Deltawet moest de dijk wederom offers van Westkapelle vragen. Van 1986 tot 1988 werd de dijk op deltahoogte gebracht. 29 huizen moesten hiervoor worden afgebroken om de dijk tot een hoogte van 12 meter, een breedte van 130-160 meter en een lengte van 4 kilometer te brengen. De dijk ligt na deze werken ongeveer 300 meter landinwaards vergeleken met de oorspronkelijke duinenrij.
Tot en met 31 december 1996 was Westkapelle een zelfstandige gemeente. Sindsdien is het onderdeel van de Gemeente Veere. Naar aanleiding van het einde van de zelfstandige gemeente Westkapelle, werd de Stichting Cultuurbehoud Westkapelle (SCW) opgericht om de cultuur en folklore van Westkapelle blijvend vast te leggen en in stand te houden en de historie van Westkapelle te bestuderen, vast te leggen en bekendheid geven. In 2004 is het voormalige polderhuis in gebruik genomen als Dijk- en Oorlogsmuseum, die nagenoeg dezelfde doelstelling als de SCW heeft.
Ten noorden van Westkapelle is de landbouwgrond tussen 2006 en 2009 omgevormd tot natuurgebied 'Het Noordervroon', wat vooral een rustplaats is voor overtrekkende vogels.
In de 21e eeuw moet Westkapelle het, net als omliggende dorpen vooral van het toerisme hebben. Sinds de jaren '60 is het toerisme enorm gegroeid. Toch is het toerisme er minder overheersend dan in buurdorpen Domburg en Zoutelande.
Aan de zuidkant van het dorp, het gebied dat voor de oorlog het 'Zuidervroon' heette, ligt nu de Westkappelse kreek. Rondom de kreek is na de oorlog het 'Wilhelminabos' aangeplant, met fietsroutes via Zoutelande tot aan Vlissingen. Direct ten zuiden van de kreek en het bos ligt sinds de jaren '60 recreatiegebied 'Joossesweg', met vele vakantiebungalows en campings.